# Slow (chanson)
Pour les articles homonymes, voir Slow (homonymie).
Singles de Kylie Minogue
Come into My World
(2002) Secret (Take You Home)
(2004)
Pistes de Body Language
Still Standing
Slow est une chanson de la chanteuse australienne Kylie Minogue. 1er single extrait de son 9e album Body Language. La chanson a été écrite par Kylie Minogue, Dan Carey, Emilíana Torrini et produit par Sunnyroads.

## Performances en live
Kylie Minogue chante cette chanson lors des tournées suivantes :
- Showgirl: The Greatest Hits Tour
- Showgirl: The Homecoming Tour
- KylieX2008
- North American Tour 2009
- Aphrodite World Tour (Jazz version/Chemical Brothers Remix medley)

La chanson est également chantée en 2003 TV concert Money Can't Buy.

## Reprises
- Bell X1 on Even Better than the Real Thing Vol. 2
- Mayer/Aguayo on Kompakt: Total 6
- Tricky on Knowle West Boy
- Russian trance producteur Bobina reprend cette chanson en 2008, remixé par Cosmonaut, Feel, 4Mal, Grad, Shifted Reality, et Ørjan Nilsen.

## Formats et liste des pistes
| 1. | Slow                    | 3:15 |
| 2. | Sweet Music             | 4:08 |
| 3. | Slow (Medicine 8 Remix) | 6:57 |

| 1. | Slow                    | 3:15  |
| 2. | Soul On Fire            | 3:32  |
| 3. | Slow (Radio Slave Mix)  | 10:27 |
| 4. | Slow (Synth City Remix) | 5:50  |

| 1. | Slow                          | 3:15 |
| 2. | Soul On Fire                  | 3:32 |
| 3. | Slow (Medicine 8 Remix)       | 6:57 |
| 4. | Slow (Radio Slave Remix Edit) | 6:34 |
| 5. | Slow (Extended Mix)           | 6:25 |

| 1. | Slow (Acapella)                | 3:01 |
| 2. | Slow (Chemical Brothers Remix) | 3:55 |
| 3. | Slow (Extended Instrumental)   | 6:25 |
| 4. | Slow (Extended Mix)            | 6:25 |
| 5. | Slow (Medicine 8 Remix)        | 6:56 |
| 6. | Slow (Radio Slave Remix)       | 6:34 |
| 7. | Slow (Synth City Remix)        | 5:49 |

## Classement par pays
| Classement (2003-2004)                  | Meilleure position |
| --------------------------------------- | ------------------ |
| Allemagne (Media Control AG)            | 8                  |
| Australie (ARIA)                        | 1                  |
| Autriche (Ö3 Austria Top 40)            | 20                 |
| Belgique (Flandre Ultratop 50 Singles)  | 9                  |
| Belgique (Wallonie Ultratop 50 Singles) | 26                 |
| Canada (Hot 100)                        | 6                  |
| Danemark (Tracklisten)                  | 1                  |
| Europe (Hot 100)                        | 2                  |
| Finlande (Suomen virallinen lista)      | 3                  |
| France (SNEP)                           | 45                 |
| Hongrie (Single Top 40)                 | 4                  |
| Irlande (IRMA)                          | 5                  |
| Italie (FIMI)                           | 6                  |
| Pays-Bas (Single Top 100)               | 13                 |
| Nouvelle-Zélande (RMNZ)                 | 9                  |
| Norvège (VG-lista)                      | 4                  |
| Espagne (PROMUSICAE)                    | 1                  |
| Suède (Sverigetopplistan)               | 16                 |
| Suisse (Schweizer Hitparade)            | 18                 |
| Royaume-Uni (UK Singles Chart)          | 1                  |
| États-Unis (Hot 100)                    | 91                 |
| États-Unis (Dance Club Songs)           | 1                  |
| États-Unis (Pop Airplay)                | 35                 |

| Année | Pays        | Position |
| ----- | ----------- | -------- |
| 2003  | Australie   | 59       |
| 2003  | Royaume-Uni | 74       |

## Historique de sortie
| Pays        | Date             | Label      | Format    | Catalogue       |
| ----------- | ---------------- | ---------- | --------- | --------------- |
| Royaume-Uni | 3 novembre 2003  | Parlophone | CD single | 553 3622        |
| Japon       | 10 novembre 2003 | Parlophone | CD single | 553 3832        |
| France      | 10 novembre 2003 | Parlophone | CD single | 7243 553382 2 8 |
| Canada      | 13 janvier 2004  | Capitol    | CD single | 553 3832        |